# João Olivério
João Olivério (em sérvio:  Јован Оливер Грчинић) foi um magnata a serviço do imperador da Sérvia Estêvão Uresis IV (r. 1331–1355), com os títulos de sebastocrator e déspota, e o status de grande voivoda, o que o colocava entre os mais poderosos nobres de Estêvão. Oliver apoiou o imperador na guerra de sucessão contra o pai e foi um dos generais supremos nas expedições militares nas regiões ao sul do reino, Macedônia e a Tessália. Sua província incluía Ovče Pole e a margem esquerda do rio Vardar. Após a morte de Estêvão, não há mais menções de Oliver. Na queda do Império da Sérvia, suas terras foram tomadas pelos Dejanović.

## Biografia
João era filho de um vlastelin Grčin ("grego") que tinha terras em alguma parte do Reino da Sérvia. Ele aparece em uma fonte da República de Ragusa como Oliver Grčinić e o conhecimento que ele tinha do grego apóia a hipótese de uma ascendência grega. Ele governou seus domínios, atualmente na Macedônia do Norte, como um príncipe semi-independente, reconhecendo a suserania de Estêvão, mas sem ser subordinado a ele. Provavelmente apoiou o golpe de Estêvão contra o pai, o rei Estêvão Uresis III, em 1331, e, após a morte de sua primeira esposa, Caravida, em 1336, casou-se com Maria Paleóloga, a madrasta de Estêvão (e ex-mulher de Estêvão). Há um razoável debate acadêmico sobre como João teria adquirido seus domínios, ou seja, se ele já os tinha antes da ascensão de Estêvão, se ele os recebeu como prêmio por apoiá-lo ou se ele os conseguiu se casando com Maria.
Qualquer que seja a resposta, ele era um dos mais poderosos nobres sob Estêvão e exercia considerável influência sobre ele, como se evidencia nas negociações de julho de 1342 que levaram à decisão de apoiar João VI Cantacuzeno na guerra civil bizantina de 1341-1347. Ele esperava, em troca, conseguir casar sua filha com Manuel Cantacuzeno. João também esteve ativo na guerra de 1334 contra o Império Bizantino e esteve presente nas negociações de paz juntamente com Bracto Nemânia e provavelmente foi ali que ele recebeu o título de déspota de Andrônico III Paleólogo. Com a morte de Creles no final de 1342, seu território foi dividido entre João e Estêvão, com Oliver recebendo as importantes cidades de Štip e Estrúmica.
Em 1341, imitando os reis sérvios, ele construiu um mosteiro ortodoxo em Lesnovo para pagar uma zadužbina ("promessa"). João viveu mais do que Estêvão, mas, após sua morte, seus filhos não conseguiram se afirmar: possivelmente sofrendo a oposição de uma coalizão de nobres, eles não conseguiram mais nenhuma posição importante e a maioria das terras de seu pai foram tomadas por Constantino e João, os filhos do sebastocrator Dejan Dragases de Kumanovo

## Família
João Oliver teve sete filhos:
- Dânica
- Krajko
- Damjan
- Vidoslau
- Dabiziu
- Rusino
- Olivério